# Nemesio Pozuelo Expósito
Nemesio Pozuelo Expósito (Villanueva de Córdoba, 19 de septiembre de 1904-Madrid, 2 de agosto de 1980) fue un político y sindicalista español, miembro del Partido Comunista. Tuvo un papel relevante durante la Guerra civil, durante la cual desempeñaría diversas funciones, si bien tras el final de la misma hubo de exiliarse en la Unión Soviética.

## Biografía
Nació en Villanueva de Córdoba en 1904. Obrero de profesión, en su juventud se afiliaría a la Sociedad de Profesiones y Oficios Varios de la Unión General de Trabajadores (UGT) y al Partido Comunista de España (PCE). Junto a Miguel Caballero fundaría en 1928 una célula del PCE en Andújar. Ganaría relevancia política a partir del IV Congreso del PCE, celebrado en 1932.
En mayo de 1936 fue elegido compromisario para la elección de un nuevo presidente de la República. Por aquellas fechas también fue elegido concejal del Ayuntamiento de Jaén y diputado provincial, así como miembro del comité provincial del Frente Popular.
En los inicios de la Guerra civil tuvo un destacado papel en el fracaso del golpe de Estado en la provincia de Jaén. Tras el estallido de la contienda se unió a las milicias populares, llegando a mandar junto a Lino Carrasco las llamadas «milicias de Jaén» que actuaron en la zona de Los Pedroches durante los primeros días de la contienda. En julio de 1937 fue nombrado gobernador civil de la provincia de Alicante, en sustitución de Francisco Valdés Casas, si bien no llegaría a tomar posesión de su cargo. En el transcurso de la guerra sería reelegido secretario general del comité provincial del PCE en Jaén, formando también parte del comité central del partido.
Al final de la contienda hubo de marchar al exilio, instalándose en la Unión Soviética junto a otros comunistas españoles. Durante la Segunda Guerra Mundial se alistó voluntario en el Ejército Rojo, tomando parte en diversas acciones militares. Recibiría diversas condecoraciones, como la medalla por la defensa del Cáucaso. En la URSS trabajaría como obrero en Járkov, Stalingrado y en la fábrica Lijachov de Moscú. Con posterioridad trabajaría para la Universidad Lumumba, en la capital soviética
Lograría regresar a España en 1972. Falleció en Madrid el 2 de agosto de 1980.

## Familia
Estuvo casado con Juana Plazuelo. Tuvo varios hijos: Lina, Rosa y Nemesio.